# 'Amaleh-ye Teymūr
'Amaleh-ye Teymūr o Abūz̄ar-e Ghaffārī (farsi عمله تیمور) è una città dello shahrestān di Shush, circoscrizione Centrale, nella provincia del Khūzestān. Aveva, nel 2006, una popolazione di 8.493 abitanti.